# 马尔兴
马尔兴是德国巴伐利亚州的一个市镇。总面积25.24平方公里，总人口1286人，其中男性622人，女性664人（2011年12月31日），人口密度51人/平方公里。